# 趙柍
建安郡王趙柍（1115年—1127年），宋朝宗室。 
宋朝第八代皇帝宋徽宗赵佶的第二十五子，生母刘安妃（追赠明節皇后），政和五年（1115年）六月出生，九月賜名趙楗，授武安軍節度使、檢校少保，封惠國公。宣和七年（1125年）三月，加開府儀同三司，進封建安郡王。随后靖康之变爆发，趙柍是宋徽宗几个幼子中唯一来得及封王爵的。靖康二年（1127年）二月十五日，建安郡王赵柍死在京城，尚未及被押送去金国。

## 妻
孔令则（1113年—？），靖康之变被俘，归完颜斜保，后嫁给代替了趙柍身份的赵梴。